# Asperula hirta
Asperula hirta là một loài thực vật có hoa trong họ Thiến thảo. Loài này được Ramond mô tả khoa học đầu tiên năm 1800.

## Hình ảnh

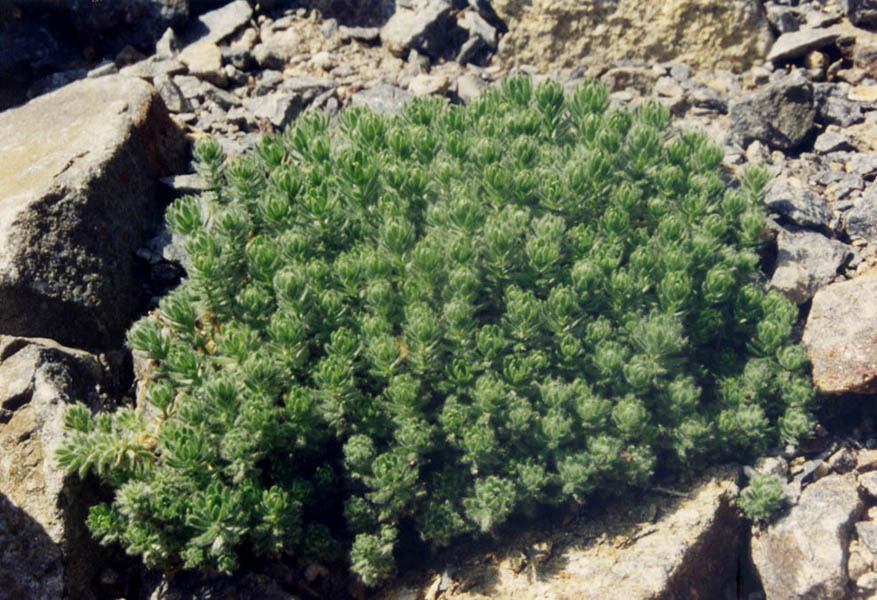
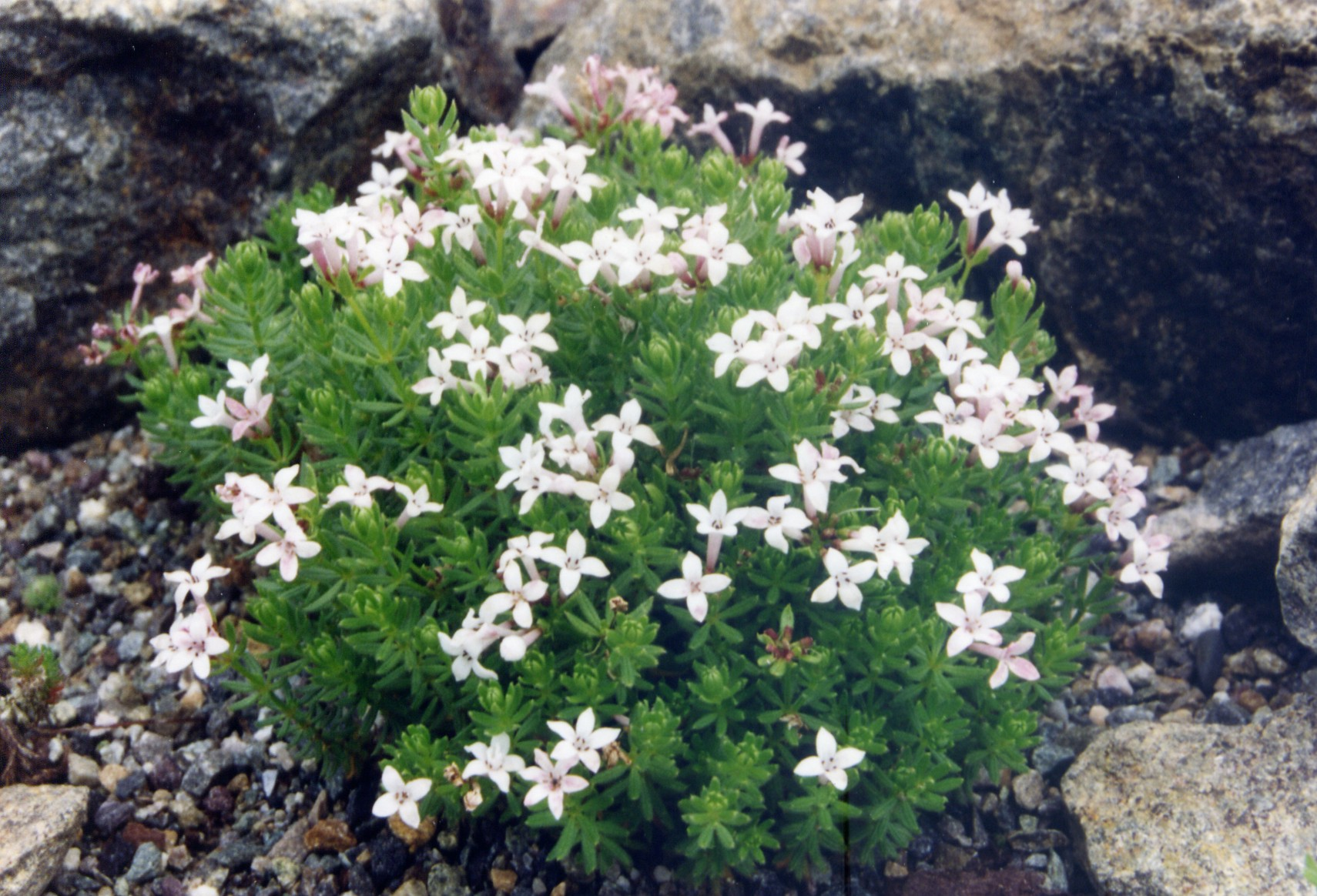
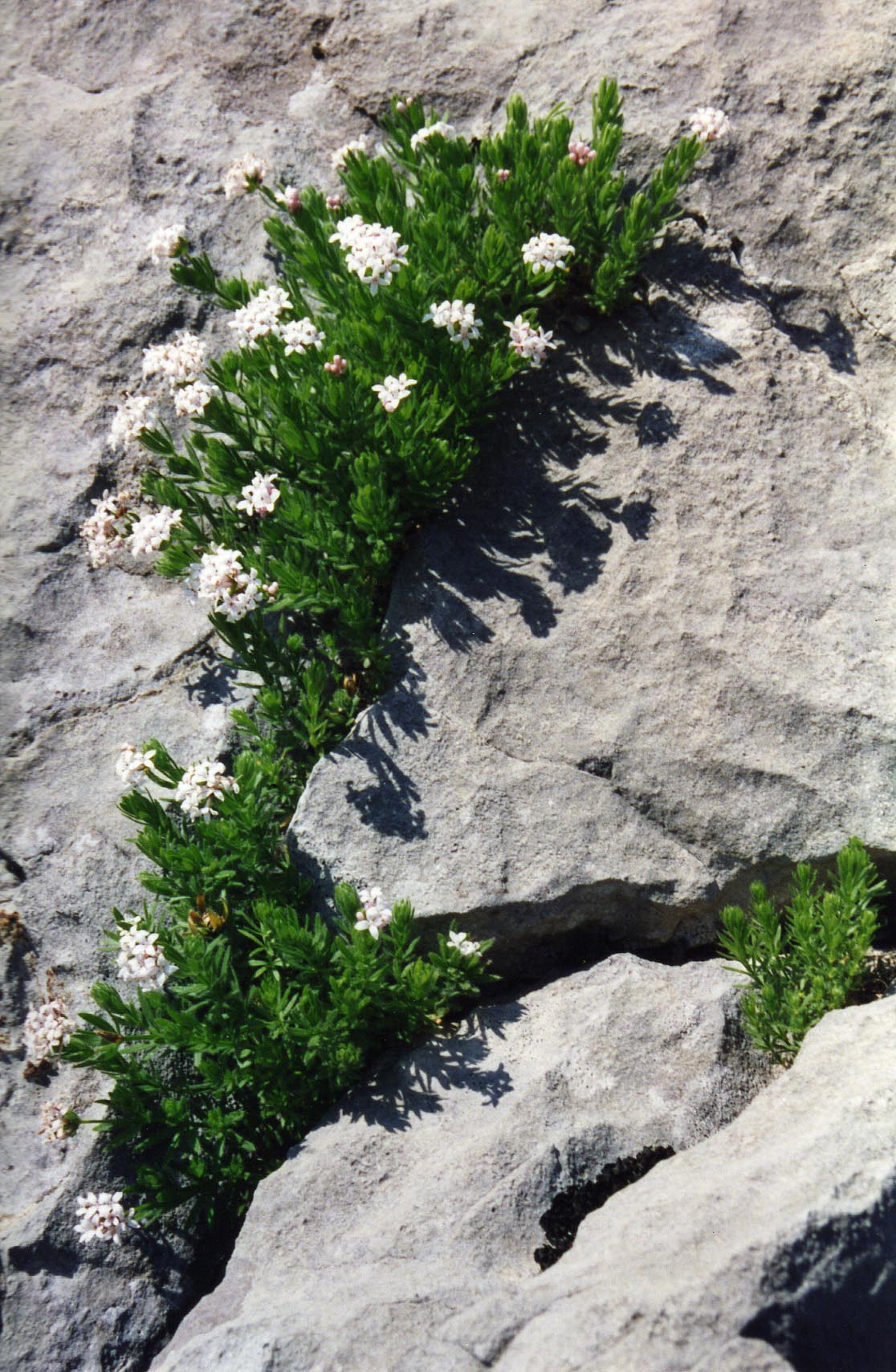